# Abdullah Ali
Abdullah Ali (arab. عبد الله علي) – bahrajński strzelec, olimpijczyk. 
Brał udział w Letnich Igrzyskach Olimpijskich 1984 (Los Angeles). Startował w konkurencji karabinu małokalibrowego leżąc (50 m), w której zajął przedostatnie, 70. miejsce (wyprzedził tylko swojego rodaka Alego Al-Khalifę).

## Wyniki olimpijskie
| Igrzyska | Konkurencja                       | Wynik                           | Miejsce | Źródło |
| -------- | --------------------------------- | ------------------------------- | ------- | ------ |
| IO 1984  | Karabin małokalibrowy leżąc, 50 m | 561 punktów (97-89-94-95-95-91) | 70.     | [ 1 ]  |